# جيمس بي. ماكغفرن جونيور
جيمس بي. ماكغفرن جونيور (بالإنجليزية: James B. McGovern, Jr.)‏ هو عسكري أمريكي، ولد في 4 فبراير 1922 في إليزابيث في الولايات المتحدة، وتوفي في 6 مايو 1954 في لاوس بسبب قتل في المعركة.